# Diabrotica cristata
Diabrotica cristata es una especie de insecto coleóptero de la familia Chrysomelidae. Fue descrita en 1837 por Harris.
Mide de 4.1 a 4.7 mm. Generalmente es todo negro, a veces el pronoto es naranja. Se alimenta de plantas de las familias Poaceae, Cucurbitaceae, Fabaceae, Asteraceae. Es activo de mayo a septiembre. Se encuentra en Norteamérica.